# Lauren Cox (basket-ball)
Pour les articles homonymes, voir Lauren Cox (natation) et Cox.
Lauren Cox, née le 20 avril 1998 à Flower Mound, Texas, est une joueuse professionnelle américaine de basket-ball évoluant au poste d'ailier fort.

## Carrière

### Carrière universitaire
Lauren Cox a joué au basket pour les Baylor Lady Bears en universitaire. Avant le début de la saison 2019, Lindy’s Sports, Athlon Sports et Street & Smith l’ont nommée All-American. En novembre 2019, ESPN a classé Lauren Cox au deuxième rang des meilleures joueuses de basketball féminin collégial du pays derrière Sabrina Ionescu. Elle est nommée parmi les Big 12 Player of the year cette saison-là, c'est-à-dire parmi les douze meilleures joueuses de la saison.
Cox a reçu un diagnostic de diabète de type 1 à l’âge de 7 ans. Elle porte une pompe à insuline pendant les matchs. Au cours de chaque saison de la carrière de Cox’s avec les Lady Bears, elles ont joué un match préparatoire pour le diabète de type 1. L’édition 2019 du match, lors de la dernière saison de Cox à Baylor, a été particulièrement important pour elle, car l’adversaire, les Lubbock Christian Lady Chaps, défendait le titre de champion de la Division II de la NCAA, et sa sœur cadette, Whitney, qui avait reçu un diagnostic de maladie à l’âge de 17 ans, était réserviste de première année. Vers la fin de la saison 2019-2020, la United States Basketball Writers Association a annoncé que les deux sœurs recevraient le Pat Summitt Most Courageous Award pour leur basketball et leur engagement communautaire face à leur maladie.

### Carrière professionnelle
Lauren Cox est sélectionnée en 3e position lors de la draft 2020 de la WNBA par les Fever de l'Indiana.
Lors de sa saison rookie, elle a joué 14 matchs, avec une moyenne de 3,6 points et 3,3 rebonds. Au cours de sa deuxième saison, elle a joué 11 matchs pour le Fever avant d’être brusquement coupée le 27 juin 2021.
Trois jours plus tard, le 30 juin 2021, elle a signé avec les Sparks de Los Angeles, terminant la saison avec eux en jouant 15 matchs et en moyenne 3,5 points et 3,7 rebonds. Le 4 janvier 2022, elle signe un nouveau contrat avec les Sparks
En mars 2022, elle rejoint l'Europe en s'engageant jusqu'à la fin de la saison avec l'IDK Euskotren. En juin 2022, elle rejoint le Valence Basket Club pour la saison 2022-2023 de la Liga Femenina de Baloncesto. Â l'issue de la saison, elle remporte le championnat espagnol.
Elle a également participé au tournoi de basketball 3x3 de la Coupe du monde FIBA à l’été 2022.
Le 7 février 2023, elle rejoint le camp d'entraînement des Sun du Connecticut. Mais elle est coupée le 1er juin 2023 après n'avoir disputé qu'un match de la saison 2023 de WNBA.
En juillet 2023, elle s'engage dans le championnat italien avec le Virtus Bologne.
En mars 2025, elle signe un nouveau contrat avec avec le Townsville Fire pour la saison 2025-2026 de la WNBL, omen's National Basketball League en Australie, après y avoir disputé la saison 2024-2025.

### En équipe nationale
Lauren Cox a joué avec les équipes jeunes féminines des États-Unis. Elle a remporté le championnat des Amériques féminin des moins de 16 ans en 2013 avec les États-Unis. Puis, elle a remporté la coupe du monde féminine de basket-ball des moins de 17 ans 2014 en République Tchèque. Elle remporte également la Coupe du monde féminine de basket-ball des 19 ans et moins en 2015.

## Statistiques

### En universitaire
Les statistiques par match de Lauren Cox en universitaire sont les suivantes:
| Saison    | Équipe | Matchs | Titul. | Min./m | % Tir | % 3pts | % LF | Rbds/m. | Pass/m. | Int/m. | Ctr/m. | Pts/m. |
| --------- | ------ | ------ | ------ | ------ | ----- | ------ | ---- | ------- | ------- | ------ | ------ | ------ |
| 2016-2017 | Baylor | 37     | 1      | 13,4   | 43,3  | 41,2   | 74,7 | 4,1     | 1,2     | 0,4    | 1,4    | 7,6    |
| 2017-2018 | Baylor | 34     | 34     | 30,2   | 51,6  | 30,4   | 74,8 | 9,7     | 2,9     | 1,1    | 2,7    | 15,3   |
| 2018-2019 | Baylor | 38     | 38     | 29,5   | 52,2  | 30,6   | 73,4 | 8,3     | 3,7     | 0,8    | 2,6    | 13,0   |
| 2019-2020 | Baylor | 22     | 22     | 30,2   | 46,3  | 33,3   | 61,4 | 8,4     | 3,6     | 1,3    | 2,7    | 12,5   |
| Total     | Total  | 131    | 95     | 25,2   | 49,2  | 32,2   | 72,5 | 7,5     | 2,8     | 0,8    | 2,3    | 12,0   |

### En WNBA
Les statistiques par match de Lauren Cox en WNBA sont les suivantes:
| Saison | Équipe      | Matchs | Titul. | Min./m | % Tir | % 3pts | % LF | Rbds/m. | Pass/m. | Int/m. | Ctr/m. | Pts/m. |
| ------ | ----------- | ------ | ------ | ------ | ----- | ------ | ---- | ------- | ------- | ------ | ------ | ------ |
| 2020   | Indiana     | 14     | 1      | 13,1   | 41,9  | 50,0   | 73,3 | 3,3     | 1,4     | 0,4    | 0,3    | 3,6    |
| 2021   | Indiana     | 11     | 0      | 8,6    | 31,6  | 33,3   | 100  | 2,0     | 0,3     | 0,4    | 0,3    | 1,4    |
| 2021   | Los Angeles | 15     | 0      | 14,0   | 41,3  | 20,0   | 77,8 | 3,7     | 0,6     | 0,7    | 0,9    | 3,5    |
| 2023   | Connecticut | 1      | 0      | 0      | -     | -      | -    | 0       | 0       | 0      | 0      | 0      |
| Total  | Total       | 41     | 1      | 11,9   | 39,8  | 35,7   | 77,1 | 3,0     | 0,8     | 0,5    | 0,5    | 2,9    |

## Palmarès et Distinctions

### Palmarès

#### En club
- 2019 : Vainqueur de la Division I de la NCAA avec les Baylor Lady Bears.
- 2023 : Vainqueur de la Liga Femenina de Baloncesto avec Valence Basket Club

#### En équipe nationale
- 2013 : Vainqueur du championnat des Amériques féminin des moins de 16 ans
- 2014 : Vainqueur de la coupe du monde féminine de basket-ball des moins de 17 ans
- 2015 : Vainqueur de la Coupe du monde féminine de basket-ball des 19 ans et moins

### Distinctions personnelles
- Big 12 Player of the year en 2020
- Pat Summitt Most Courageous Award en 2020